# بيت قبعان (أرحب)

تعديل مصدري - تعديل

بيت قبعان هي إحدى قرى عزلة بني مرة بمديرية أرحب التابعة لمحافظة صنعاء، بلغ تعداد سكانها 68 نسمة حسب تعداد اليمن لعام 2004.